# Taxman
"Taxman" (Harrison) är en låt av The Beatles från 1966.

## Låten och inspelningen
En låt där George Harrison med en blandning av skämt och allvar kritiserar de höga skatterna i England. Man helgarderar sig politiskt genom att nämna både Harold Wilson och dåvarande oppositionsledaren Edward Heath i texten. Den kom att inleda Revolver och börjar med en inräkning, precis som "I Saw Her Standing There" på Please Please Me. Gitarrsolot i låten spelas faktiskt (med hjälp av pålägg) av Paul McCartney, inte Harrison. Numret krävde fyra sessioner, 20, 21 och 22 april samt 16 maj 1966. Låten kom med på LP:n Revolver, som utgavs i England och USA 5 augusti respektive 8 augusti 1966.

## Personal
- George Harrison – sång, sologitarr
- John Lennon – bakgrundssång, kompgitarr
- Paul McCartney – bakgrundssång, sologitarr, basgitarr
- Ringo Starr – trummor, tamburin, koskälla